# Hirschbach (Wertingen)
Hirschbach ist ein Stadtteil von Wertingen im schwäbischen Landkreis Dillingen an der Donau in Bayern. Die Gemeinde Hirschbach wurde am 1. Juli 1972 mit den Teilorten Neuschenau und Possenried nach Wertingen eingemeindet. Das Pfarrdorf Hirschbach liegt sechs Kilometer östlich von Wertingen an einem rechten Quellfluss des Hohenreicher Mühlbachs. Dieser Quellfluss hieß früher Hirschbach und wird heute als Viehweidbach bezeichnet.

## Geschichte
Hirschbach wurde erstmals 1133 genannt. Die Herren von Hirschbach, ein niederes Adelsgeschlecht, hatten im 13. Jahrhundert ihren Sitz im Ort. Das Kloster Kaisheim war hier schon vor 1216 begütert und die Herrschaft Wertingen seit Ende des 13. Jahrhunderts. Im ausgehenden Mittelalter konnte die Herrschaft Wertingen die Ortsherrschaft durchsetzen.

## Religion

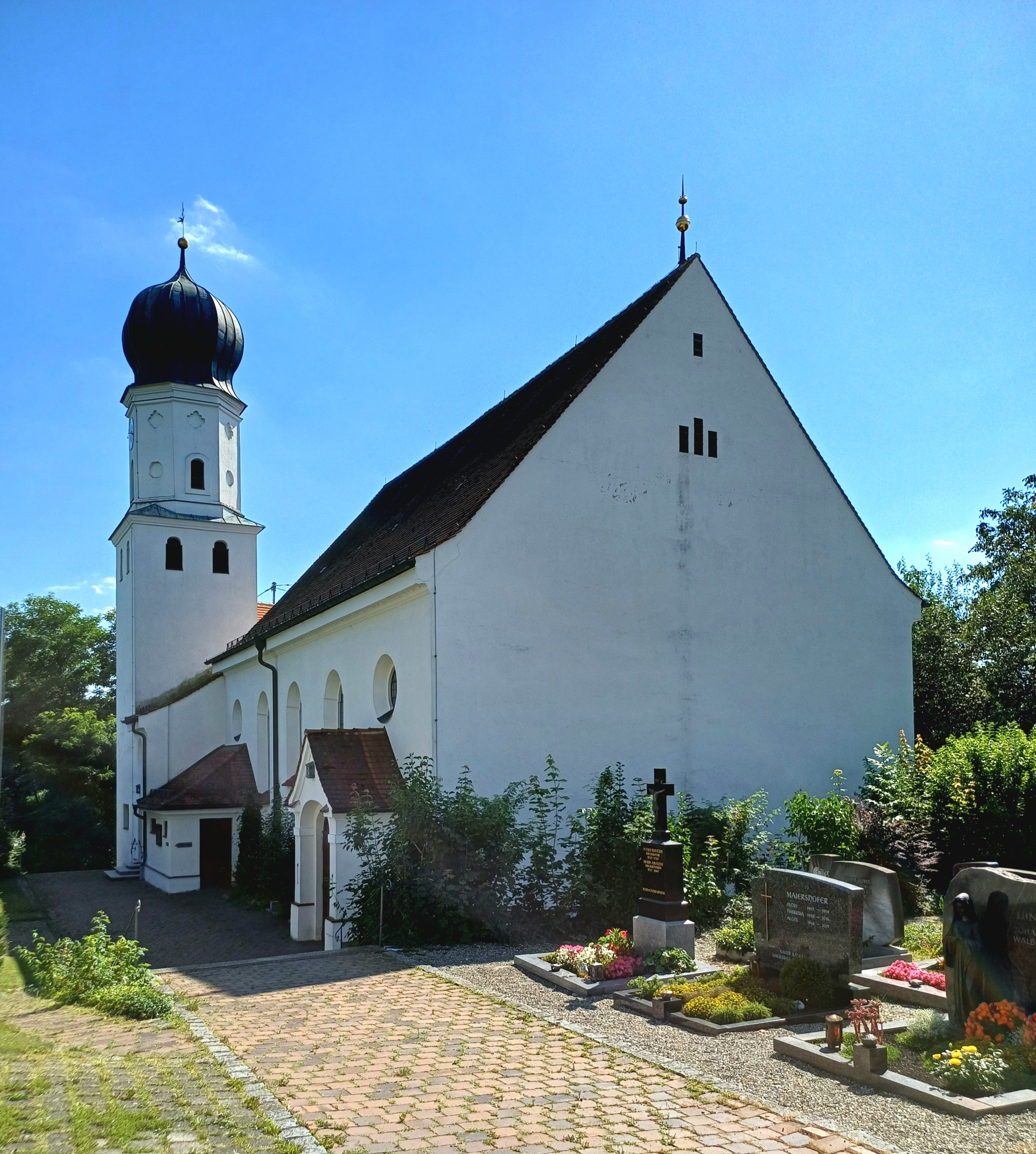
St. Peter in Hirschbach

Der Ort ist Sitz einer alten Pfarrei, bereits 1282 wird ein Pfarrer in Hirschbach genannt. Der Kirchsatz kam 1446 über die Ulrichskapelle in Dillingen an der Donau an den Augsburger Bischof.
Die heutige Pfarrkirche St. Peter wurde 1922 an der Stelle einer um 1720/24 errichteten Kirche gebaut. Der Turm wurde von einer Vorgängerkirche aus dem 14. Jahrhundert übernommen. 1911 wurde Possenried von Bliensbach nach Hirschbach umgepfarrt.

## Baudenkmäler

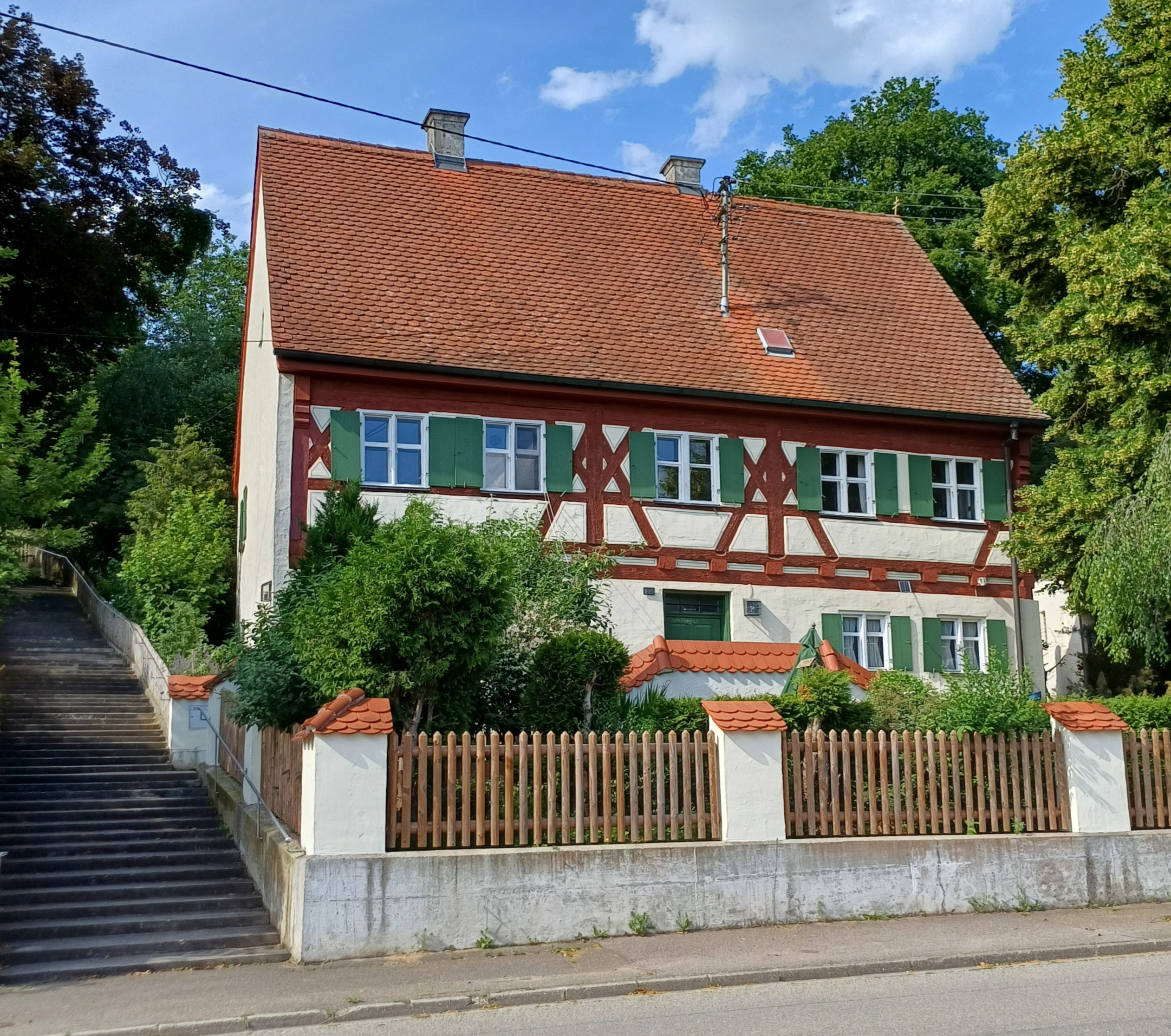
Pfarrhaus am Kirchaufgang

Siehe: Liste der Baudenkmäler in Hirschbach

## Bodendenkmäler
Siehe: Liste der Bodendenkmäler in Wertingen